# Dénestanville
Dénestanville ist eine französische Gemeinde mit 283 Einwohnern (Stand: 1. Januar 2022) im Département Seine-Maritime in der Region Normandie (vor 2016 Haute-Normandie). Sie gehört zum Arrondissement Dieppe und zum Kanton Luneray (bis 2015 Kanton Longueville-sur-Scie). Die Einwohner werden Dénestanvillois genannt.

## Geographie
Dénestanville liegt etwa 19 Kilometer südlich von Dieppe im Pays de Caux. Umgeben wird Dénestanville von den Nachbargemeinden Crosville-sur-Scie im Norden, La Chaussée im Osten und Nordosten, Longueville-sur-Scie im Süden sowie Lintot-les-Bois im Westen und Südwesten.

## Bevölkerungsentwicklung
| Jahr                      | 1962 | 1968 | 1975 | 1982 | 1990 | 1999 | 2007 | 2015 |
| Einwohner                 | 146  | 173  | 172  | 187  | 251  | 237  | 202  | 249  |
| Quelle: Cassini und INSEE |      |      |      |      |      |      |      |      |

## Sehenswürdigkeiten
- Kirche Saint-Martin